# Variété hyperbolique

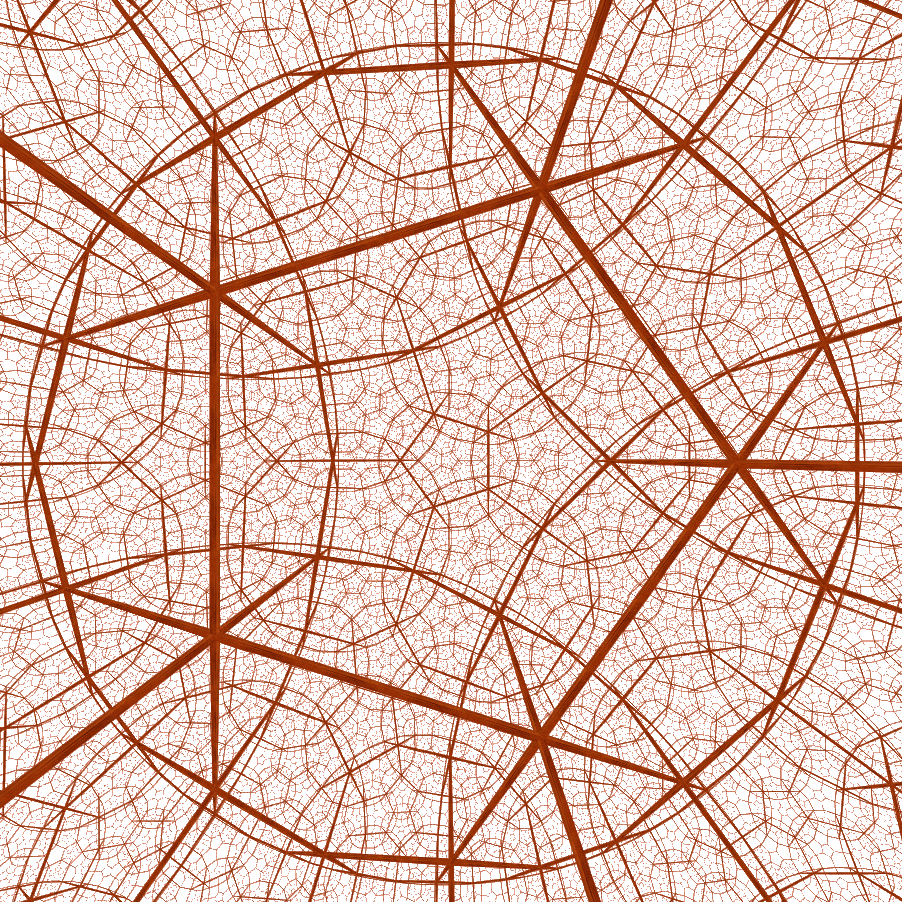
Une projection en perspective d'un pavage dodécahédrique dans H3. C'est un exemple de ce qu'un observateur pourrait observer à l'intérieur d'une 3-variété hyperbolique

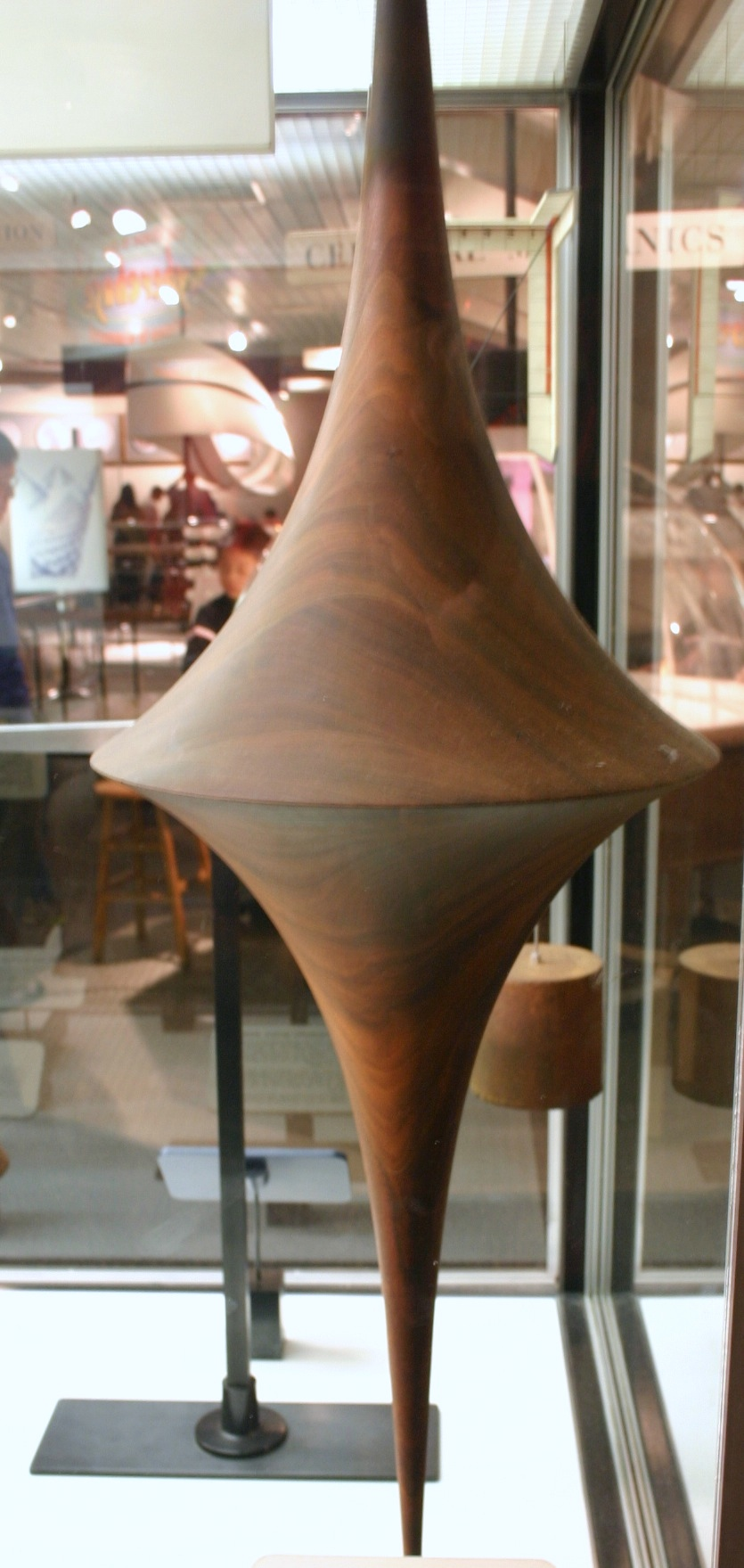
La pseudosphère : chaque moitié de cette forme est une surface hyperbolique à bord.

En mathématiques, une variété hyperbolique est un espace dans lequel chaque point apparaît localement comme espace hyperbolique d'une certaine dimension. Ces variétés sont spécifiquement étudiées en dimensions 2 et 3, où elles sont appelées respectivement surfaces de Riemann et 3-variétés hyperboliques (en). Dans ces dimensions, elles sont importantes parce que la plupart des variétés peuvent être transformées en variétés hyperboliques par homéomorphisme. C'est une conséquence du théorème d'uniformisation de Riemann pour les surfaces et de la conjecture de géométrisation de Thurston, prouvée par Grigori Perelman, pour les 3-variétés.

## Définition rigoureuse
Une n-variété hyperbolique est une n-variété riemannienne de courbure sectionnelle constante et égale à –1. Plus précisément, toute n-variété connexe et simplement connexe de courbure négative constante (et égale à –1) est isométrique à l'espace hyperbolique {\displaystyle \mathbb {H} ^{n}}.
Il en résulte que le revêtement universel de toute variété V de courbure négative constante est l'espace hyperbolique {\displaystyle \mathbb {H} ^{n}}, et V peut alors s'écrire {\displaystyle \mathbb {H} ^{n}/\Gamma }, où Γ est un groupe discret d'isométries de {\displaystyle \mathbb {H} ^{n}}, c'est-à-dire un sous-groupe discret de SO+(1, n) ; V est de volume fini si et seulement si Γ est un réseau.